# FK Senta
FK Senta (Senta; srpski ФK Ceнтa; mađarski FK Zenta) je nogometni klub iz Sente, Sjevernobanatski okrug, Vojvodina, Republika Srbija. 
 
U sezoni 2017./18. klub se natječe u PFL Subotica, ligi petog stupnja nogometnog prvenstva Srbije.

## O klubu
Klub je osnovan 1905. godine pod nazivom ZAK (Zentai AK; Zentai Atletikai Klub). Za vrijeme Kraljevine SHS i Jugoslavije klub nastupa u prvenstvima Subotičkog podsaveza. 
 
Klupske boje 1932. bile su plava i žuta. 
Za vrijeme Drugog svjetskog rata klub nastupa u mađarskoj drugoj ligi. 
 Završetkom rata, Senta ponovno postaje dijelom Jugoslavije. Klub u to vrijeme najveće uspjehe ima između 1950. i 1952., kada igra u Srpskoj ligi. Od 1960-ih klub najčešće igra u Vojvođanskoj ligi.

## Uspjesi

### FNRJ / SFRJ
Vojvođanska liga
- prvak: 1967./68.

## Pregled po sezonama
| sezona    | rang lige | liga                    | poz. | klubova u ligi | ut | pob | ner | por | gol+ | gol- | bod | napomene                                      | izvori |
| --------- | --------- | ----------------------- | ---- | -------------- | -- | --- | --- | --- | ---- | ---- | --- | --------------------------------------------- | ------ |
| 2008./09. | III.      | Srpska liga "Vojvodina" | 6.   | 16             | 30 | 13  | 8   | 9   | 46   | 40   | 47  |                                               | [ 2 ]  |
| 2009./10. | III.      | Srpska liga "Vojvodina" | 8.   | 16             | 30 | 11  | 7   | 12  | 42   | 36   | 40  |                                               | [ 3 ]  |
| 2010./11. | III.      | Srpska liga "Vojvodina" | 4.   | 16             | 30 | 16  | 7   | 7   | 56   | 24   | 55  |                                               | [ 4 ]  |
| 2011./12. | III.      | Srpska liga "Vojvodina" | 4.   | 15 (16)        | 28 | 12  | 6   | 10  | 42   | 33   | 42  |                                               | [ 5 ]  |
| 2012./13. | III.      | Srpska liga "Vojvodina" | 7.   | 16             | 30 | 12  | 8   | 10  | 36   | 31   | 44  |                                               | [ 6 ]  |
| 2013./14. | III.      | Srpska liga "Vojvodina" | 6.   | 16             | 30 | 12  | 10  | 8   | 39   | 33   | 46  |                                               | [ 7 ]  |
| 2014./15. | III.      | Srpska liga "Vojvodina" | 2.   | 16             | 30 | 19  | 6   | 5   | 58   | 22   | 63  |                                               | [ 8 ]  |
| 2015./16. | III.      | Srpska liga "Vojvodina" | 4.   | 16             | 30 | 13  | 11  | 6   | 37   | 28   | 50  | odustali od nastupa u ligi za sljedeću sezonu | [ 11 ] |
| 2016./17. | V.        | PFL Subotica            | 3.   | 17 (18)        | 32 | 20  | 2   | 10  | 73   | 35   | 62  |                                               | [ 12 ] |
| 2017./18. | V.        | PFL Subotica            | 9.   | 15 (16)        | 28 | 9   | 6   | 13  | 45   | 48   | 33  |                                               | [ 13 ] |

## Poznati igrači
- Mladen Krstajić

## Poveznice
- Mađari u Vojvodini
- fk-senta.org.rs
- FK Senta, Facebook stranica
- srbijasport.net, FK Senta, profil kluba
- srbijasport.net, FK senta, rezultati po sezonama
- transfermarkt.com, FK Senta, profil kluba
- fsgzrenjanin.com, Stare lige